# David Campbell (politico)
David Campbell (2 agosto 1779 – Abingdon, 19 marzo 1859) è stato un politico statunitense.

## Biografia
Fu il ventisettesimo governatore della Virginia. Nato nella Contea di Washington, che con il tempo cambiò nome diventando contea di Smyth.
Sposò Maria Hamilton Campbell. I suoi fratelli, John Campbell (1787 o 1788 – 1867) ed Edward Campbell (1781–1833) erano noti politici del tempo.